# Kijevo (Serbia)
Kijevo (cyr. Кијево) – wieś w Serbii, w okręgu szumadijskim, w gminie Batočina. W 2011 roku liczyła 482 mieszkańców.